# Hystaspes der Baktrier
Hystaspes (persisch گشتاسب; altgriechisch Ὑστάσπης) war ein persischer Adliger und Gefolgsmann Alexanders des Großen im 4. vorchristlichen Jahrhundert.
Hystaspes war mit einer Enkelin des Großkönigs Artaxerxes III. verheiratet und diente dem Großkönig Dareios III. als Feldherr. Nachdem dieser 330 v. Chr. ermordet worden war, fiel Hystaspes in Medien in die Gefangenschaft Alexanders des Großen, in dessen Gefolge er allerdings wie viele andere Perser auch aufgenommen wurde. Im Jahr 324 v. Chr. beabsichtigte Alexander die Aufstellung einer neuen fünften Reiterabteilung (hipparchia) der Hetairenreiterei. Diese sollte allerdings nicht aus makedonischen, sondern aus persischen Gefährten (hetairoi) gebildet werden und Hystaspes sollte ihr Anführer werden. Ob diese Truppe noch vor Alexanders Tod im Jahr darauf einsatzbereit war, ist unklar, jedenfalls wird Hystaspes danach nicht mehr erwähnt.
Bei Arrian wird Hystaspes als „der Baktrier“ bezeichnet, weshalb in der Geschichtsforschung, angefangen bei Helmut Berve, die Vermutung besteht, dass er ein Nachkomme des Hystaspes, Sohn des Großkönigs Xerxes I., sein könnte, der im 5. Jahrhundert v. Chr. als Satrap von Baktrien amtierte. Diese Annahme wird allerdings auch in Frage gestellt, unter anderem von Pierre Briant.